# Reverso (moneda)

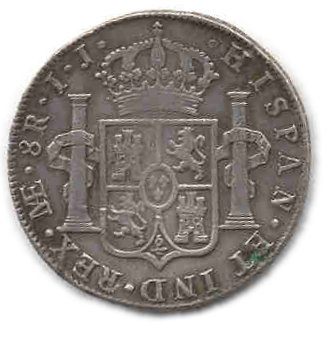
Reverso de una moneda española de la época de Carlos III.

El reverso de una moneda es el lado opuesto al anverso, es decir, el lado considerado menos importante de la moneda. También suele llamarse cruz. Según el Diccionario de la Lengua Española "Por oposición a las caras de las monedas, reverso en el que solían figurar los escudos de armas, generalmente divididos en cruz".
Aunque generalmente se habla de anverso y reverso en numismática, por extensión se aplica la misma terminología a todos los objetos que tienen dos caras, como banderas, cuadros, papeles, sobres...
En la macuquina coincidía generalmente con la cara que era más propensa a usura y daños.